# هاورد بيز
هاورد بيز (بالإنجليزية: Howard Pease)‏ (6 سبتمبر 1894، ستوكتون في الولايات المتحدة - 14 أبريل 1974، سان رافاييل في الولايات المتحدة)؛ كاتِب مُتخصِّص في أدب الأطفال وروائي أمريكي. درس في جامعة ستانفورد.